# Leonardville (Kansas)
Leonardville é uma cidade localizada no estado americano de Kansas, no Condado de Riley.

## Demografia
Segundo o censo americano de 2000, a sua população era de 398 habitantes.
Em 2006, foi estimada uma população de 288, um decréscimo de 110 (-27.6%).

## Geografia
De acordo com o United States Census Bureau tem uma área de
0,7 km², dos quais 0,7 km² cobertos por terra e 0,0 km² cobertos por água.

## Localidades na vizinhança
O diagrama seguinte representa as localidades num raio de 24 km ao redor de Leonardville.